# Marjoe Gortner
Hugh Marjoe Ross Gortner (Long Beach, 14 gennaio 1944) è un attore statunitense.
Predicatore battista bambino negli anni quaranta, ottenne nuova popolarità nel 1972 con il film documentario Marjoe, che mostra il dietro le quinte del lucroso affare della predicazione pentecostale. Questo film ha vinto l'Oscar del 1972 come miglior film documentario.

## Biografia
Marjoe Gortner è nato in una famiglia con una lunga tradizione evangelica. Il nome "Marjoe" deriva dall'unione dei nomi biblici "Maria" e "Giuseppe". Suo padre Vernon era un ministro evangelico cristiano di terza generazione. I suoi genitori affermarono che il ragazzo aveva ricevuto una visione da Dio durante un bagno e iniziò a predicare. Marjoe più tardi disse che questa era una storia di fantasia che i suoi genitori lo costrinsero a ripetere e che era stato costretto a farlo tramite episodi di finto pianto.
Fino all'adolescenza, Gortner e i suoi genitori viaggiarono negli Stati Uniti tenendo riunioni di fedeli. Oltre a insegnare le Scritture i suoi genitori raccoglievano donazioni con vari mezzi, compresa la vendita di articoli apparentemente "santi" con la promessa che tali oggetti potessero essere usati per guarire i malati. Quando aveva sedici anni, la sua famiglia aveva accumulato una somma stimata in tre milioni di dollari. Poco dopo il sedicesimo compleanno di Gortner, suo padre fuggì con i soldi. Disilluso, Gortner lasciò poi sua madre per San Francisco.
Gortner, avendo bisogno di soldi, poco più che ventenne, decise di mettere le sue vecchie abilità al lavoro e tornò nel circuito della predicazione con uno spettacolo teatrale carismatico ispirato a quelli delle rockstar contemporanee. Alla fine degli anni '60, Gortner sperimentò una crisi di coscienza riguardo alla sua doppia vita e decise che i suoi talenti teatrali potevano essere usati come attore o cantante. Quando è stato contattato dai documentaristi Howard Smith e Sarah Kernochan, ha accettato di far sì che la loro troupe cinematografica lo seguisse per tutto il 1971 in un tour finale di incontri evangelici in California, Texas e Michigan.
All'insaputa di tutte le persone coinvolte, tra cui, ad un certo punto, suo padre, ha rilasciato interviste "dietro le quinte" ai registi tra sermoni e revival, tra cui alcuni altri predicatori, spiegando dettagli intimi su come lui e altri ministri hanno operato. I cineasti hanno anche girato un filmato di lui mentre contava i soldi che aveva raccolto durante il giorno, più tardi nella sua stanza d'albergo. Il film risultante, Marjoe, ha vinto l'Oscar nel 1972 come migliore documentario.
Capitalizzando il successo del documentario, intraprese la carriera di attore con un ruolo nel film pilota della serie Kojak andato in onda nel 1973. In seguito ha partecipato a vari film, soprattutto B-movie e, negli anni 80 ha partecipato come comprimario in alcune serie televisive. Il suo ultimo ruolo fu quello di predicatore nel western Wild Bill (1995).

### Carriera musicale
Gortner registrò un album musicale, Bad but Not Evil, che fu pubblicato per l'etichetta Chelsea Records nel 1972. È stato recensito sul numero 18 della rivista Billboard's del novembre di quell'anno con il recensore che lo ha definito un ottimo debutto.

## Vita privata
Nel 1971 Gortner sposò Agnes Benjamin, che era apparsa nel suo documentario. Dal 1978 al 14 dicembre 1979 Gortner è stato sposato con l'attrice Candy Clark.
Fino al 2009, Gortner ha sponsorizzato tornei di golf ed eventi di sci per raccogliere fondi per enti di beneficenza come la Dream Foundation e la Waterkeeper Alliance di Robert F. Kennedy, Jr.

## Filmografia parziale

### Cinema
- Marjoe, regia di Sarah Kernochan e Howard Smith (1972)
- Terremoto (Earthquake), regia di Mark Robson (1974)
- Il mondo violento di Bobbie Jo ragazza di provincia (Bobbie Jo and the Outlaw), regia di Mark L. Lester (1976)
- Il cibo degli dei (The Food of the Gods), regia di Bert I. Gordon (1976)
- Le strabilianti avventure di Superasso (Viva Knievel!), regia di Gordon Douglas (1977)
- Sidewinder 1, regia di Earl Bellamy (1977)
- Scontri stellari oltre la terza dimensione (Starcrash), regia di Luigi Cozzi (1978)
- Mausoleum, regia di Michael Dugan (1983)
- Il sopravvissuto (The Survivalist), regia di Sig Shore (1987)
- Guerriero americano 3 - Agguato mortale (American Ninja 3: Blood Hunt), regia di Cedric Sundstrom (1989)
- Fuoco, neve e dinamite (Feuer, Eis & Dynamit), regia di Willy Bogner (1990)
- Wild Bill, regia di Walter Hill (1995)

### Televisione
- Sulle strade della California (Police Story) – serie TV, 1 episodio (1973)
- Preghiera per i gatti selvaggi (Pray for the Wildcats), regia di Robert Michael Lewis – film TV (1974)
- The Gun and the Pulpit, regia di Daniel Petrie – film TV (1974)
- Terrore a 12 mila metri (Mayday at 40,000 Feet!), regia di Robert Butler – film TV (1976)
- Falcon Crest – serie TV, 17 episodi (1986-1987)

## Doppiatori italiani
- Massimo Turci in Scontri stellari oltre la terza dimensione
- Romano Malaspina in Terremoto